# اندرو سالیوان
اَندرو مایکل سالیوان (انگلیسی: Andrew Sullivan؛ زادهٔ ۱۰ اوت ۱۹۶۳) روزنامه‌نگار، نویسنده و وبلاگ‌نویس اهل کشور بریتانیا و مقیم کشور ایالات متحده آمریکا (از سال ۱۹۸۴) است. وی سردبیر پیشین نیو ریپابلیک و نویسنده و ویراستار شش کتاب است. سالیوان یک وبلاگ‌نویس و مفسر پرنفوذ است اما در سال ۲۰۱۵ کناره‌گیری خود را از وبلاگ‌نویسی اعلام کرد.
سالیوان آشکارا همجنسگراست و معتقد به دین کلیسای کاتولیک می‌باشد.